# Tachytrechus subpubescens
Tachytrechus subpubescens är en tvåvingeart som först beskrevs av Becker 1922.  Tachytrechus subpubescens ingår i släktet Tachytrechus och familjen styltflugor.
Artens utbredningsområde är Bolivia. Inga underarter finns listade i Catalogue of Life.